# 巴西鎮區 (印第安納州克萊縣)
巴西鎮區（英語：Brazil Township）是位於美國印地安納州克萊縣的一個行政鎮區。

## 地方資料
根據2010年美國人口普查的數據，巴西鎮區的面積為16.90平方千米，當中陸地面積為16.80平方千米，而水域面積為0.10平方千米。當地共有人口8453人，而人口密度為每平方千米500.18人。